# Gilka Machado
Gilka da Costa de Melo Machado (Rio de Janeiro, 12 de março de 1893 — Rio de Janeiro, 10 de dezembro de 1980) foi uma poetisa brasileira. Seu trabalho geralmente é classificado como simbolista. 
Machado ficou conhecida como uma das primeiras mulheres a escrever poesia erótica no Brasil. Foi também uma das fundadoras do Partido Republicano Feminino (em 1910), que defendia o direito das mulheres ao voto, atuando nele também como tesoureira.

## Vida e carreira
Machado nasceu em 1893, no Rio de Janeiro, em uma família de artistas. Sua mãe, Teresa Cristina Moniz da Costa, era atriz de teatro e radioteatro, e seu pai, Hortênsio da Gama de Sousa Melo, era poeta.
Começou a escrever poesia desde criança. Aos 14 anos, participou de um concurso literário realizado pelo jornal A Imprensa, ganhando os três prêmios principais com poemas sob seu nome e pseudônimos. Os críticos ficaram escandalizados com seus poemas, chamando-a de "matrona imoral".
Seu primeiro livro de poemas, Cristais partidos, foi publicado em 1915. O livro foi prefaciado por Olavo Bilac. Nos anos seguintes, publicou os livros A revelação dos perfumes (1916), Estado de alma (1917), Poesias (1915-1917) e Mulher Nua (1922).
Em 1933 ganhou um concurso da revista O Malho como maior poeta brasileira do século XX.

## Vida pessoal
Gilka Machado casou-se com o poeta Rodolfo de Melo Machado (1885-1923), com quem teve dois filhos, Hélios e Heros. A filha Heros viria a se tornar conhecida como a bailarina e atriz Eros Volúsia.

## Publicações
- Cristais Partidos (1915)[5]
- A Revelação dos Perfumes (1916)[5]
- Estados de Alma (1917)[5]
- Poesias, 1915/1917 (1918)[5]
- Mulher Nua (1922)[5]
- O Grande Amor (1928)[5]
- Meu Glorioso Pecado (1928)[5]
- Carne e Alma (1931)[5]
- Sonetos y Poemas de Gilka Machado (1932 - na Bolívia)[5]
- Sublimação (1938)[5]
- Meu Rosto (1947)[5]
- Velha Poesia (1968)[5]
- Poesias Completas (1978)[5]
- Poesias Completas (1992) Org. Eros Volúsia
- Poesia Completa (2017) Org. Jamyle Rkain

## Prêmios
- A maior poetisa do Brasil (1933 - Revista O Malho - Rio de Janeiro)[5]
- Prêmio Machado de Assis (1979 - Academia Brasileira de Letras)[5]